# Oreadi

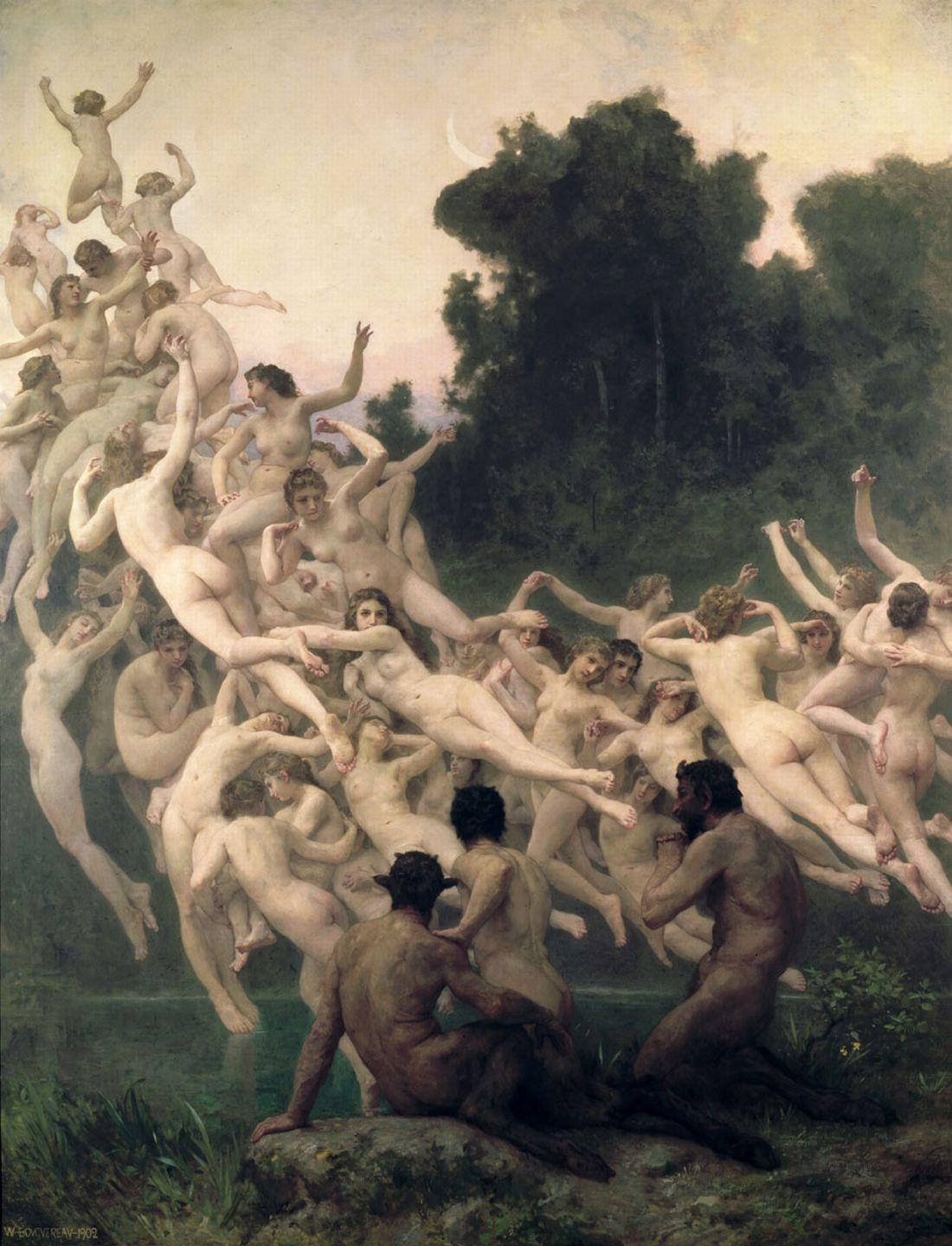
Le Oreadi (1902) di William-Adolphe Bouguereau, Museo d'Orsay

Nella mitologia greca, le Oreadi od Orestiadi (in greco antico: Ὀρεάδες?, a sua volta da ὄρος, "montagna" o Όρεστιάδες), erano le ninfe che vivevano sulle montagne e nelle valli. Erano figlie di Gea, avute per partenogenesi.
Le Oreadi differivano tra loro a seconda del luogo dove vivevano: le Idee abitavano il monte Ida, le Peliadi il monte Pelio, le Ditee il monte Ditte, le Corice una grotta del Parnaso, ecc.
La più nota delle Oreadi è forse Eco, compagna di Pan, innamoratasi di Narciso.
Queste ninfe erano associate ad Artemide, divinità che cacciava preferibilmente tra le montagne ed i precipizi.